# فهرست مدال‌های المپیک توسط کشور میزبان
فهرست مدال‌های المپیک توسط کشور میزبان (انگلیسی: List of Olympic medals by host nation) در جدول زیر مدال‌ها و رتبه‌بندی کلی برای میزبان‌ها در هر دوره بازی‌های المپیک تابستانی و بازی‌های المپیک زمستانی بر اساس جداول مدال‌های بازی‌های فردی آورده شده‌است (مدال رشته‌های تیمی یک مدال محاسبه شده‌است).

## المپیک تابستانی
رتبهٔ اول 
| المپیک | کشور میزبان               | طلا | نقره | برنز | مجموع | رتبه |
| ------ | ------------------------- | --- | ---- | ---- | ----- | ---- |
| ۱۸۹۶   | یونان (GRE)               | ۱۰  | ۱۷   | ۱۹   | ۴۶    | ۲    |
| ۱۹۰۰   | فرانسه (FRA)              | ۲۶  | ۴۱   | ۳۴   | ۱۰۱   | ۱    |
| ۱۹۰۴   | ایالات متحده آمریکا (USA) | ۷۸  | ۸۲   | ۷۹   | ۲۳۹   | ۱    |
| ۱۹۰۸   | بریتانیای کبیر (GBR)      | ۵۶  | ۵۱   | ۳۹   | ۱۴۶   | ۱    |
| ۱۹۱۲   | سوئد (SWE)                | ۲۴  | ۲۴   | ۱۷   | ۶۵    | ۲    |
| ۱۹۲۰   | بلژیک (BEL)               | ۱۴  | ۱۱   | ۱۱   | ۳۶    | ۵    |
| ۱۹۲۴   | فرانسه (FRA)              | ۱۳  | ۱۵   | ۱۰   | ۳۸    | ۳    |
| ۱۹۲۸   | هلند (NED)                | ۶   | ۹    | ۴    | ۱۹    | ۸    |
| ۱۹۳۲   | ایالات متحده آمریکا (USA) | ۴۱  | ۳۲   | ۳۰   | ۱۰۳   | ۱    |
| ۱۹۳۶   | آلمان (GER)               | ۳۳  | ۲۶   | ۳۰   | ۸۹    | ۱    |
| ۱۹۴۸   | بریتانیای کبیر (GBR)      | ۳   | ۱۴   | ۶    | ۲۳    | ۱۲   |
| ۱۹۵۲   | فنلاند (FIN)              | ۶   | ۳    | ۱۳   | ۲۲    | ۸    |
| ۱۹۵۶   | استرالیا (AUS)            | ۱۳  | ۸    | ۱۴   | ۳۵    | ۳    |
| ۱۹۶۰   | ایتالیا (ITA)             | ۱۳  | ۱۰   | ۱۳   | ۳۶    | ۳    |
| ۱۹۶۴   | ژاپن (JPN)                | ۱۶  | ۵    | ۸    | ۲۹    | ۳    |
| ۱۹۶۸   | مکزیک (MEX)               | ۳   | ۳    | ۳    | ۹     | ۱۵   |
| ۱۹۷۲   | آلمان غربی (FRG)          | ۱۳  | ۱۱   | ۱۶   | ۴۰    | ۴    |
| ۱۹۷۶   | کانادا (CAN)              | ۰   | ۵    | ۶    | ۱۱    | ۲۷   |
| ۱۹۸۰   | اتحاد شوروی (URS)         | ۸۰  | ۶۹   | ۴۶   | ۱۹۵   | ۱    |
| ۱۹۸۴   | ایالات متحده آمریکا (USA) | ۸۳  | ۶۱   | ۳۰   | ۱۷۴   | ۱    |
| ۱۹۸۸   | کره جنوبی (KOR)           | ۱۲  | ۱۰   | ۱۱   | ۳۳    | ۴    |
| ۱۹۹۲   | اسپانیا (ESP)             | ۱۳  | ۷    | ۲    | ۲۲    | ۶    |
| ۱۹۹۶   | ایالات متحده آمریکا (USA) | ۴۴  | ۳۲   | ۲۵   | ۱۰۱   | ۱    |
| ۲۰۰۰   | استرالیا (AUS)            | ۱۶  | ۲۵   | ۱۷   | ۵۸    | ۴    |
| ۲۰۰۴   | یونان (GRE)               | ۶   | ۶    | ۴    | ۱۶    | ۱۵   |
| ۲۰۰۸   | چین (CHN)                 | ۴۸  | ۲۲   | ۳۰   | ۱۰۰   | ۱    |
| ۲۰۱۲   | بریتانیای کبیر (GBR)      | ۲۹  | ۱۷   | ۱۹   | ۶۵    | ۳    |
| ۲۰۱۶   | برزیل (BRA)               | ۷   | ۶    | ۶    | ۱۹    | ۱۳   |
| ۲۰۲۰   | ژاپن (JPN)                |     |      |      |       |      |
| ۲۰۲۴   | فرانسه (FRA)              |     |      |      |       |      |
| ۲۰۲۸   | ایالات متحده آمریکا (USA) |     |      |      |       |      |

## المپیک زمستانی
رتبهٔ اول 
| المپیک | کشور میزبان               | طلا | نقره | برنز | مجموع | رتبه |
| ------ | ------------------------- | --- | ---- | ---- | ----- | ---- |
| ۱۹۲۴   | فرانسه (FRA)              | ۰   | ۰    | ۳    | ۳     | ۹    |
| ۱۹۲۸   | سوئیس (SUI)               | ۰   | ۰    | ۱    | ۱     | ۸    |
| ۱۹۳۲   | ایالات متحده آمریکا (USA) | ۶   | ۴    | ۲    | ۱۲    | ۱    |
| ۱۹۳۶   | آلمان (GER)               | ۳   | ۳    | ۰    | ۶     | ۲    |
| ۱۹۴۸   | سوئیس (SUI)               | ۳   | ۴    | ۳    | ۱۰    | ۳    |
| ۱۹۵۲   | نروژ (NOR)                | ۷   | ۳    | ۶    | ۱۶    | ۱    |
| ۱۹۵۶   | ایتالیا (ITA)             | ۱   | ۲    | ۰    | ۳     | ۸    |
| ۱۹۶۰   | ایالات متحده آمریکا (USA) | ۳   | ۴    | ۳    | ۱۰    | ۳    |
| ۱۹۶۴   | اتریش (AUT)               | ۴   | ۵    | ۳    | ۱۲    | ۲    |
| ۱۹۶۸   | فرانسه (FRA)              | ۴   | ۳    | ۲    | ۹     | ۳    |
| ۱۹۷۲   | ژاپن (JPN)                | ۱   | ۱    | ۱    | ۳     | ۱۱   |
| ۱۹۷۶   | اتریش (AUT)               | ۲   | ۲    | ۲    | ۶     | ۷    |
| ۱۹۸۰   | ایالات متحده آمریکا (USA) | ۶   | ۴    | ۲    | ۱۲    | ۳    |
| ۱۹۸۴   | یوگسلاوی (YUG)            | ۰   | ۱    | ۰    | ۱     | ۱۴   |
| ۱۹۸۸   | کانادا (CAN)              | ۰   | ۲    | ۳    | ۵     | ۱۳   |
| ۱۹۹۲   | فرانسه (FRA)              | ۳   | ۵    | ۱    | ۹     | ۷    |
| ۱۹۹۴   | نروژ (NOR)                | ۱۰  | ۱۱   | ۵    | ۲۶    | ۲    |
| ۱۹۹۸   | ژاپن (JPN)                | ۵   | ۱    | ۴    | ۱۰    | ۷    |
| ۲۰۰۲   | ایالات متحده آمریکا (USA) | ۱۰  | ۱۳   | ۱۱   | ۳۴    | ۳    |
| ۲۰۰۶   | ایتالیا (ITA)             | ۵   | ۰    | ۶    | ۱۱    | ۹    |
| ۲۰۱۰   | کانادا (CAN)              | ۱۴  | ۷    | ۵    | ۲۶    | ۱    |
| ۲۰۱۴   | روسیه (RUS)               | ۱۱  | ۹    | ۹    | ۲۹    | ۱    |
| ۲۰۱۸   | کره جنوبی (KOR)           | ۵   | ۸    | ۴    | ۱۷    | ۷    |
| ۲۰۲۲   | چین (CHN)                 |     |      |      |       |      |
| ۲۰۲۶   | ایتالیا (ITA)             |     |      |      |       |      |